# Ace in the Hole
Ace in the Hole —título traducible como «Un as en la manga»—, también titulada posteriormente como The Big Carnival, es una película estadounidense de 1951, escrita, producida y dirigida por Billy Wilder. Protagonizada por Kirk Douglas, Jan Sterling, Porter Hall, Robert Arthur y Richard Benedict en los papeles principales. Galardonada con el Premio Internacional del Festival Internacional de Cine de Venecia 1951; y el premio National Board of Review de 1951 a la mejor actriz, Jan Sterling. Es conocida en español por los títulos El gran carnaval y Cadenas de roca.

## Argumento
Chuck Tatum (Kirk Douglas) es un talentoso periodista neoyorquino, ambicioso, egocéntrico, de temperamento burlón y alcohólico. Estas características en su personalidad lo han llevado a cambiar de trabajo de ciudad en ciudad. Finalmente su automóvil se estropea cerca de  Albuquerque, Nuevo México. Sin dinero, utiliza sus dotes de persuasión para conseguir un trabajo en el periódico local Albuquerque Sun-Bulletin, dirigido por Jacob Q. Boot (Porter Hall). Consigue estabilizarse y transcurre un año sin problemas en su trabajo, aunque frustrado por no poder lograr una noticia que le permita regresar a Nueva York. Un día es asignado para hacer un reportaje sobre la anual caza de cascabeles que se realiza en la localidad de Los Barios.
Mientras cubre el evento, se entera del caso de Leo Minosa (Richard Benedict), el dueño de un negocio, restaurante y motel local que ha quedado atrapado en una gruta debido a un derrumbe cuando buscaba cerámicas indígenas allí. Chuck se da cuenta de que el rescate que se está llevando a cabo puede convertirse en una noticia de repercusión nacional, que le puede servir a sus propios intereses.
Contacta a sus antiguos empleadores para ofrecerles la noticia y pronto recibe respuestas positivas. Decide entonces ampliar la noticia entrevistando a la esposa de Leo Mimosa, Lorraine (Jan Sterling), y la describe como devota y fiel a su marido, a pesar de que la realidad es muy distinta, ya que ella realmente quiere abandonar a su esposo y el lugar. Pero el talento periodístico de Chuck la convence de abandonar sus planes, al ver ella que empiezan a llegar al lugar turistas de otros lados, interesados en el rescate de su marido, provocando una corriente de ingresos en su negocio.
El rescate comienza a dar resultados, pero el cinismo de Chuck, lo ve como una desventaja para su reportaje y logra convencer al sheriff Gus Kretzer (Ray Teal), que está en campaña para su reelección, de que participe en la noticia. Con ello logra la exclusividad de entrevistar al atrapado Leo Mimosa, a través de un espacio en el derrumbe donde se encuentra semisepultado.
Los encargados del rescate aseguran que Leo puede ser liberado en 12 horas más. Sin embargo la ambición de Chuck lo lleva a dilatar el rescate, logrando convencer al sheriff de cambiar el método del mismo, logrando así extender el tiempo por algunos días más, creyendo que favorecerá también la campaña del sheriff y los ingresos del emporio de Lorraine.
Los Barios se transforma en una feria de entretenimiento, con atracciones, canciones sobre Leo, e inclusive apuestas sobre el resultado del rescate. El editor Boot decide intervenir cuando ve que su joven fotógrafo Herbie Cook (Robert Arthur) siguiendo el ejemplo de Chuck, comienza a vender sus fotos en exclusiva a las revistas Look y Life, y decide despedir a Chuck, pero este le responde que renuncia a su puesto, ya que ha logrado recuperar su antiguo empleo en Nueva York. Pero el éxito logrado lo hace caer nuevamente en el alcoholismo y comienza a comportarse agresivamente con Lorraine. Pronto se da cuenta de que ha llevado su juego demasiado lejos, al enterarse de que Leo Mimosa está agonizando; e intenta convencer a los rescatadores de volver al método anterior, pero Leo muere. En un último encuentro con Lorraine, su destino queda sellado.

## Curiosidades
- La historia está basada en dos hechos reales ocurridos uno en Kentucky en 1925, donde W. Floyd Collins quedó atrapado en una cueva que él mismo había descubierto, y el otro el de una niña llamada Kathy Fiscus que cayó en un pozo en San Marino (California).
- Es la única colaboración de Douglas y Wilder.
- Es una de las películas preferidas de Woody Allen.
- El set de la película es el más grande no bélico construido hasta el momento.
- El vendedor de seguros pertenece a la compañía Pacific All-Risk, la misma que aparece en Perdición.
- La serie de The Simpsons hizo un capítulo, basado en este argumento: Radio Bart.
- El director Álex de la Iglesia hizo una nueva versión para 2011 llamada La chispa de la vida.

## Premios y nominaciones
National Board of Review
| Año  | Categoría    | Candidata    | Resultado |
| ---- | ------------ | ------------ | --------- |
| 1951 | Mejor actriz | Jan Sterling | Ganadora  |

24.ª edición de los Premios Óscar
| Categoría               | Candidata                                 | Resultado |
| ----------------------- | ----------------------------------------- | --------- |
| Mejor argumento y guion | Billy Wilder Lesser Samuels Walter Newman | Nominados |

Festival Internacional de Cine de Venecia de 1951
| Categoría                             | Candidata                         | Resultado |
| ------------------------------------- | --------------------------------- | --------- |
| Premio Osella a la mejor banda sonora | Hugo Friedhofer                   | Ganador   |
| Premio Internacional (no oficial)     | Premio Internacional (no oficial) | Ganadora  |